# Georg Ludwig von Oldenburg
Georg Ludwig Herzog von Oldenburg (* 27. Juni 1855 auf Schloss Rastede; † 30. November 1939 in Eutin) war zeitweilig Standesherr der Grafschaft Holzappel und preußischer Offizier.

## Leben
Georg Ludwig war der zweitgeborene Sohn von Peter II. von Oldenburg und der Elisabeth, geborene von Sachsen-Altenburg. Sein älterer Bruder war Friedrich August von Oldenburg. Er erhielt Privatunterricht. Zu seinen Erziehern zählte der Philologe Stephan Waetzoldt (1849–1904). Nach dem Tod von Stephan von Österreich erbte er gemäß dessen Testament 1867 die im Herzogtum Nassau gelegenen Standesherrschaften Herrschaft Schaumburg und Grafschaft Holzappel. Mit der Standesherrschaft verbunden war ein Sitz im Nassauischen Kommunallandtag und im Provinziallandtag der Provinz Hessen-Nassau. Da er minderjährig war, nahm sein Bruder Friedrich August 1873 an den Sitzungen des Kommunallandtags teil. Georg Viktor, Fürst von Waldeck und Pyrmont, der näher mit dem Erblasser verwandt war, beanspruchte in einem Erbfolgerechtsstreit die beiden Grafschaften und erhielt sie nach 20-jährigem Weg durch die Instanzen 1887 in letzter Instanz vom Reichsgericht zugesprochen, das ihre Fideikommisseigenschaft bejahte. 1873 wurde er oldenburgischer Leutnant. Er studierte 1876–1878 an der Rheinische Friedrich-Wilhelms-Universität und wurde 1877 Corpsschleifenträger der Borussia Bonn. Mit ihm aktiv waren der nachmalige Kaiser Wilhelm II., Günther von Seherr-Thoß und Friedrich II. (Baden, Großherzog). 
Nach dem Studium setzte er die Offizierslaufbahn fort. Von 1878 bis 1880 diente er beim Oldenburgischen Dragoner-Regiment Nr. 19, von 1880 bis 1883 beim Kürassier-Regiment „von Driesen“ (Westfälisches) Nr. 4 und 1888/1889 beim 1. Garde-Dragoner-Regiment „Königin Viktoria von Großbritannien und Irland“ in Berlin. Am 27. Januar 1911 erhielt er den Charakter als Oberst und stand à la suite des Oldenburgischen Infanterie-Regiments Nr. 91 sowie des 1. Garde-Dragoner-Regiments „Königin Viktoria von Großbritannien und Irland“.